# Centro de Estudos e Defesa do Petróleo
O Centro de Estudos e Defesa do Petróleo, posteriormente denominado Centro de Estudos e Defesa do Petróleo e da Economia Nacional (CEDPEN) foi uma entidade civil criada em abril de 1948 pelo professor Henrique Miranda, no auditório da Associação Brasileira de Imprensa (ABI), e teve Arthur Bernardes, e os generais Horta Barbosa, José Pessoa e Estêvão Leitão de Carvalho como seus presidentes de honra. O CEDPEN foi coordenando por militares e congregou estudantes, homens públicos e intelectuais e jornalistas, passando a comandar a Campanha do Petróleo.
| “ | Pelo que se vê nas ruas, há um grupo numeroso e barulhento que pede licença para discordar. O lançamento oficial do Centro Nacional de Estudos e Defesa do Petróleo mobiliza entusiasmados participantes de norte a sul do país, que começam a se articular regionalmente a fim de promover manifestações e eventos. Com apoio do Partido Comunista do Brasil, os diretórios do Rio de Janeiro, São Paulo e Rio Grande do Sul já estão com sua estrutura praticamente montada. Estão previstos para junho mais de uma dúzia de comícios e conferências. Figuras de destaque na vida política e cultural brasileira, como o artista Emiliano Di Cavalcanti e o arquiteto Oscar Niemeyer, já manifestaram seu apoio ao movimento. Face ao clamor popular, a tramitação do estatuto no Congresso deve ser atribulada. Os votos favoráveis à medida podem escorrer das mãos do governo como um punhado de petróleo cru. | ” |

O Centro de Estudos e Defesa do Petróleo e da Economia Nacional (CEDPEN) foi permanentemente atormentado por investigações da polícia política do Governo Dutra, e muitas de suas reuniões eram acompanhadas de perto por investigadores policiais.
Não podemos esquecer a figura do General Felicíssimo Cardoso, que durante anos foi o Presidente do CEDPEN, sendo um nacionalista feroz, e foi o grande responsável pela criação da Petrobras.

## A criação da Petrobras
O General Felicíssimo Cardoso é considerado um atuante líder nos grandes debates nacionais da década de 1950, que levaram à criação da Petrobras. No dia da assinatura da Lei 2004 que criou o monopólio estatal do petróleo no Brasil, o Centro de Estudos e defesa do Petróleo e da Economia Nacional lançou um manifesto, assinado pelo seu então presidente Felicíssimo Cardoso, dizendo:
 Ao mesmo tempo em que nos regozijamos pela vitória alcançada, queremos lançar um brado de alerta. A campanha do petróleo prossegue, pois o inimigo ainda voltará à investida.— General Felicíssimo Cardoso